# Víctor Manuel García Rodríguez
Víctor Manuel García Rodríguez, més conegut com a Viti (Trubia, 9 de juliol de 1959) és un exfutbolista i entrenador asturià.
Viti va ser el porter del Reial Oviedo per excel·lència a la dècada dels 80 i principis dels 90. Va arribar al primer equip provinent del filial, el Vetusta, i prompte es va fer un lloc titular. El 1988 puja l'Oviedo i Viti debuta en primera divisió. Fins a la seua retirada el 1994, el porter disputaria 158 partits.
Després de la seua retirada, ha continuat vinculat al món del futbol com a entrenador de porters del Reial Oviedo.